# Вень Ян
Вень Ян (кит. трад. 温阳, піньїнь: Wen Yang; нар. 7 липня 1988, провінція Шаньдун) – китайський шахіст, гросмейстер від 2008 року.

## Шахова кар'єра
У 2003-2008 роках п'ять разів представляв Китай на чемпіонаті світу серед юніорів у різних вікових категоріях. 2005 року переміг на міжнародному турнірі за швейцарською системою в Сен-Ло. Гросмейстерські норми виконав у роках 2006 (під час ЧС серед юніорів до 20 років у Єреван; на тому турнірі посів 7-ме місце) і 2007 (під час чемпіонату Азії в Себу-Сіті; на тому турнірі посів 6-те місце). Завдяки результатові на чемпіонаті Азії кваліфікувався на Кубок світу 2007, Який відбувся в Ханти-Мансійську, де в 1-му в раунді поступився Золтанові Алмаші. 2009 року поділив 3-тє місце (позаду Ле Куанг Льєма і Юй Ян'ї, разом із зокрема, Сусанто Мегаранто і Чжоу Вейці) в Лішуї. 2011 року переміг (разом з Юй Яньї) в Хошиміні й посів 1-ше місце у Сінгапурі.
Найвищий рейтинг Ело в кар'єрі мав станом на 1 серпня 2012 року, досягнувши 2595 очок займав тоді 10-те місце серед китайських шахістів.

## Зміни рейтингу
| На цьому місці має відображатися графік чи діаграма, однак з технічних причин його відображення наразі вимкнено. Будь ласка, не видаляйте код, який викликає це повідомлення. Розробники вже працюють для того, щоби відновити штатне функціонування цього графіка або діаграми. | |
| | На цьому місці має відображатися графік чи діаграма, однак з технічних причин його відображення наразі вимкнено. Будь ласка, не видаляйте код, який викликає це повідомлення. Розробники вже працюють для того, щоби відновити штатне функціонування цього графіка або діаграми. |